# Atsuki Wada
Atsuki Wada (和田 篤紀 Wada Atsuki?), född 9 februari 1993 i Hyōgo prefektur, är en japansk fotbollsspelare.
Wada började sin karriär 2015 i Kyoto Sanga FC. Han spelade 9 ligamatcher för klubben. 2017 flyttade han till Seoul E-Land FC. Han avslutade karriären 2017.